# چراغ زیر کاسه

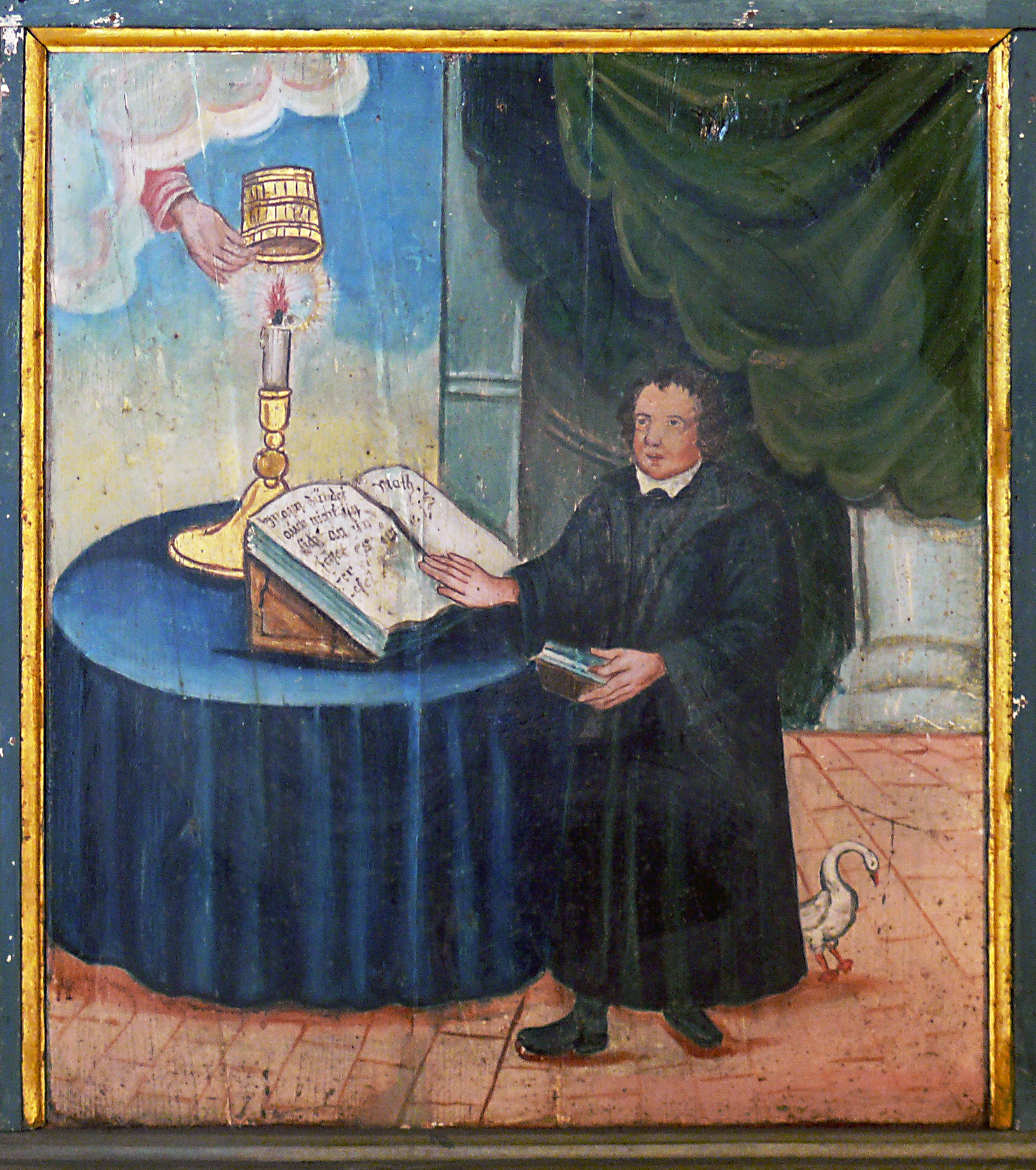
اثری از هانس اشتیگلر که در آن مارتین لوتر چراغ را از زیر کاسه بیرون می‌آورد.

چراغ زیر کاسه از مثل‌های مرتبط با عیسی است.

## متی
هنگام موعظه بر فراز کوه، عیسی از نور و نمک می‌گوید. در بخش دوم آن آمده است:

شما نور جهانید. شهری را که بر فراز کوهی بنا شده، نتوان پنهان کرد. هیچ‌کس چراغ را بر نمی‌افروزد تا آن را زیر کاسه‌ای بنهد، بلکه آن را بر چراغدان می‌گذارد تا نورش بر همهٔ آنان که در خانه‌اند، بتابد. پس بگذارید نور شما بر مردم بتابد تا کارهای نیکتان را ببینند و پدر شما را که در آسمان است، بستایند.
— متی، ۵: ۱۴–۱۶

## لوقا
در انجیل لوقا، ۸: ۱۶–۱۸ ضمن مَثَل چراغ آمده است:

هیچ‌کس چراغ را بر نمی‌افروزد تا سرپوشی بر آن نهد یا آن را زیر تخت بگذارد! بلکه چراغ را بر چراغدان می‌گذارند تا هر که داخل شود، نورش را ببیند. زیرا هیچ چیزِ پنهانی نیست که آشکار نشود و هیچ چیز نهفته‌ای نیست که هویدا نگردد. پس دقت کنید چگونه می‌شنوید، زیرا به آنکه دارد بیشتر داده خواهد شد و از آن که ندارد، همان هم که گمان می‌کند دارد، گرفته خواهد شد.

## تفسیر
مفهوم اصلی مَثَل این است که «نور باید آشکار شود، نه پنهان». نور را عیسی، یا پیام عیسی، یا پاسخ مؤمنان به پیام عیسی تفسیر کرده‌اند.